# Ingeniero Adolfo Sourdeaux
Ingeniero Adolfo Sourdeaux  (o kilómetro 30 o Sourdeaux) es una ciudad del partido de Malvinas Argentinas, provincia de Buenos Aires, Argentina, en el centro-norte del Gran Buenos Aires, a 39 km de la ciudad de Buenos Aires
Cuenta con una estación de ferrocarril del mismo nombre perteneciente al Ferrocarril General Belgrano: Véase Estación Adolfo Sourdeaux.

## Historia

### Colonización de las tierras
Con la adquisición de la estancia por Fortunato Poucel, se inicia su colonización, merced a la iniciativa e influencia de un extranjero, el ingeniero agrimensor y geólogo Adolfo Sourdeaux. La obra de mayor relevancia la desarrolló fundando y dando impulso a los dos pueblos que dieron origen al partido de General Sarmiento (Hoy Malvinas Argentinas) San Miguel y Bella Vista, quien falleció el 8 de julio de 1883 a los 64 años de edad y 38 años de residencia en la República Argentina. 
En una ceremonia de gran relevancia realizada el 23 de mayo de 1897, sus restos recibieron descanso definitivo en el atrio del Cementerio de San Miguel, que se designó "Sepultura N° 1. Una lápida de mármol blanco atestigua la permanencia de sus despojos.

### Población
Cuenta con 25,951 habitantes (Indec, 2001), siendo la 6° localidad más poblada del partido.

## Parroquias de la Iglesia católica en Ingeniero Adolfo Sourdeaux
| Diócesis  | San Miguel en Argentina                |
| --------- | -------------------------------------- |
| Parroquia | Nuestra Señora de la Medalla Milagrosa |

 Sacerdote Gustavo Rey.